# U-17-Fußball-Europameisterschaft der Frauen 2017
| Europameister Finale | Halbfinale Vorrunde |

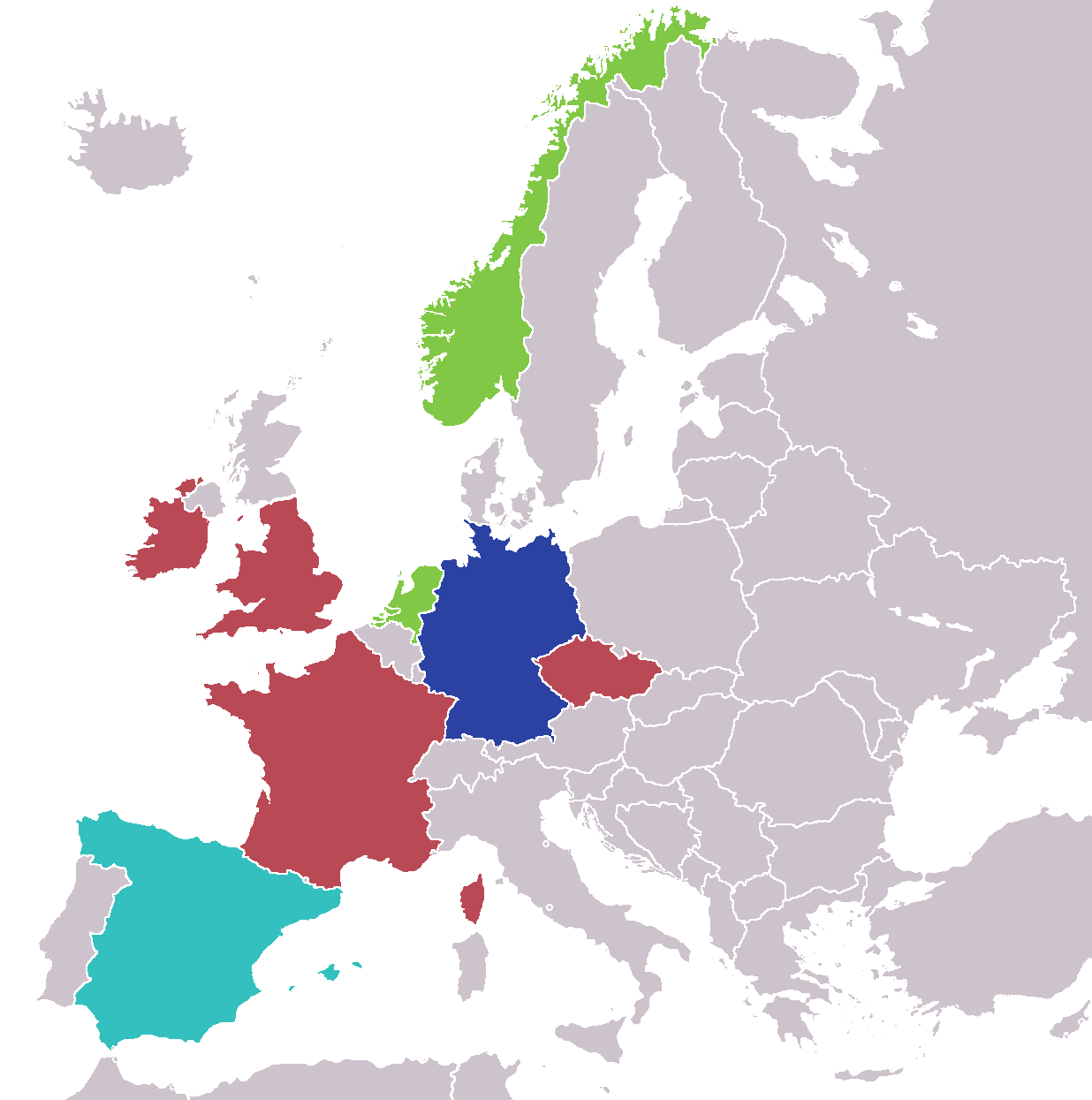

Die zehnte U-17-Fußball-Europameisterschaft der Frauen hat vom 2. bis zum 14. Mai 2017 in Tschechien stattgefunden. Tschechien wurde von der UEFA am 26. Januar 2015 als Ausrichter bestimmt. Es war das erste UEFA-Frauenfußballturnier in Tschechien. Die Endrunde fand zum vierten Mal mit acht Mannschaften statt. Titelverteidiger Deutschland konnte sich im Finale mit 3:1 nach Elfmeterschießen wie im Vorjahr gegen Spanien durchsetzen und somit seinen Titel verteidigen.

## Qualifikation

### Erste Runde
In der ersten Qualifikationsrunde spielten 44 der gemeldeten Mannschaften in elf Gruppen zu je vier Mannschaften die Teilnehmer an der zweiten Qualifikationsrunde aus. Gastgeber Tschechien ist automatisch für die Endrunde qualifiziert, die Mannschaft Spaniens erhielt als beste Nation nach dem Länder-Koeffizienten ein Freilos für diese Runde. Innerhalb jeder Gruppe spielte jede Mannschaft einmal gegen jede andere in Form von Miniturnieren, die an unterschiedlichen Terminen zwischen dem 20. September bis 31. Oktober 2016 ausgetragen wurden. Eine der vier teilnehmenden Mannschaften der jeweiligen Gruppe fungiert als Gastgeber dieses Miniturniers. Die elf Gruppensieger und Gruppenzweiten sowie der beste Gruppendritte qualifizierten sich für die Eliterunde. Die Gruppenauslosung fand am 13. November 2015 im schweizerischen Nyon statt. Deutschland spielte in Gruppe 7 gegen Wales, die Türkei und Lettland. Mit drei Siegen aus drei Spielen (6:0 gegen Lettland, 6:0 gegen Wales und 4:0 gegen die Türkei) qualifizierte man sich als Gruppenerster für die Eliterunde. Die Schweiz spielte in Gruppe 1 gegen die Mannschaften aus Dänemark, der Slowakei und Israel. Auf einem 1:0 gegen Israel und einem 3:0 gegen die Slowakei folgte eine 1:4-Niederlage gegen Dänemark. Mit zwei Siegen und einem Unentschieden qualifizierte die Schweiz sich als Gruppenzweiter für Eliterunde. Österreich spielte in Gruppe 11 gegen Bosnien und Herzegowina, Nordirland und Mazedonien. Gegen alle drei Mannschaften konnten souveräne Siege gefeiert werden, Mazedonien besiegte man mit 7:0, Bosnien und Herzegowina mit 4:0 und Nordirland mit 4:0. Als Gruppensieger stieg die Auswahl Österreichs in die Eliterunde auf.

### Eliterunde
Die Auslosung der Eliterunde fand am 11. November 2016 statt. Dazu wurden die 24 Mannschaften auf vier Lostöpfe verteilt. Während der Auslosung galt, das Mannschaften, die in der ersten Qualifikationsrunde aufeinandergetroffen sind, in der Eliterunde nicht erneut in eine Gruppe gelost werden konnten. Die sechs Gruppensieger und der beste Gruppenzweite qualifizieren sich für die Endrunde. Die Eliterunde fand vom 13. März bis zum 2. April 2017 statt.
Die Auslosung ergab folgende Gruppen (Reihenfolge nach Endplatzierung, grün unterlegte Mannschaften sind für die Endrunde qualifiziert):
| Gruppe 1      | Gruppe 2                  | Gruppe 3    | Gruppe 4   | Gruppe 5     | Gruppe 6   |
| ------------- | ------------------------- | ----------- | ---------- | ------------ | ---------- |
| Niederlande 1 | Norwegen                  | England 1   | Irland     | Frankreich 1 | Spanien    |
| Slowenien     | Dänemark                  | Deutschland | Schottland | Belgien      | Island     |
| Schweiz       | Wales                     | Italien     | Ungarn     | Russland     | Schweden   |
| Österreich    | Bosnien und Herzegowina 1 | Polen       | Serbien 1  | Griechenland | Portugal 1 |

Die deutsche Mannschaft von Trainerin Anouschka Bernhard spielte in Gruppe 3 gegen die Mannschaften aus England, Italien und Polen. Das erste Spiel gegen die Italienerinnen wurde nach zwischenzeitlichem 0:1-Rückstand am Ende mit 3:1 gewonnen, im folgenden Spiel gegen Gastgeber England musste man sich mit 1:2 geschlagen geben. Das letzte und entscheidende Spiel wurde souverän mit 4:0 gegen Polen gewonnen. Die Bilanz von zwei Siegen und einer Niederlage reichte nur für den zweiten Platz in der Gruppe, so dass das Weiterkommen vom Abschneiden aller anderen Gruppenzweiten abhing. Erst nach den letzten Spielen der Eliterunde am 2. April stand Deutschland als bester Gruppenzweiter fest, womit man sich für die Endrunde qualifizieren konnte. Die Mannschaften aus Österreich und der Schweiz wurden gemeinsam mit den Niederlanden und Slowenien in Gruppe 1 gelost. Im direkten Aufeinandertreffen im ersten Spiel der Eliterunde behielt die Schweiz die Oberhand und gewann mit 2:0 gegen Österreich. Im weiteren Verlauf spielte die Schweiz remis gegen die Niederlande (1:1) und verlor das letzte Spiel mit 1:2 gegen Slowenien. Österreich verlor auch seine anderen beiden Spielen in der Gruppe (0:1 gegen Slowenien und 1:2 gegen die Niederlande). Die Schweiz belegte mit je einem Sieg, einem Unentschieden und einer Niederlage den dritten Rang, Österreich mit drei Niederlagen den vierten Platz. Beide Mannschaften konnten sich damit nicht für die Endrunde qualifizieren.

## Teilnehmer
| - Tschechien – Gastgeber - Niederlande – Sieger Gruppe 1 - Norwegen – Sieger Gruppe 2 - England – Sieger Gruppe 3 | - Irland – Sieger Gruppe 4 - Frankreich – Sieger Gruppe 5 - Spanien – Sieger Gruppe 6 - Deutschland – Bester Gruppenzweiter |

### DFB-Auswahl
Trainerin: Anouschka Bernhard (* 5. Oktober 1970)
| Position   | Name               | Verein                 | Geburts- datum | Anzahl der Spiele | Tor | Gelbe Karte | Gelb-Rote Karte | Rote Karte |
| ---------- | ------------------ | ---------------------- | -------------- | ----------------- | --- | ----------- | --------------- | ---------- |
| Torhüter   | Wiebke Willebrandt | FSV Gütersloh 2009     | 16. Jan. 2001  | 1                 | 0   | 0           | 0               | 0          |
| Torhüter   | Stina Johannes     | FF USV Jena            | 23. Jan. 2000  | 4                 | 0   | 0           | 0               | 0          |
| Abwehr     | Anna Hausdorff     | FC Eintracht Bamberg   | 26. Apr. 2000  | 3                 | 0   | 1           | 0               | 0          |
| Abwehr     | Lea Bahnemann      | 1. FFC Turbine Potsdam | 4. Okt. 2001   | 5                 | 0   | 1           | 0               | 0          |
| Abwehr     | Lara Schenk        | JFV Calenberger Land   | 20. Jan. 2000  | 1                 | 0   | 0           | 0               | 0          |
| Abwehr     | Andrea Brunner     | FC Bayern München      | 3. Jan. 2000   | 5                 | 0   | 1           | 0               | 0          |
| Mittelfeld | Sydney Lohmann     | FC Bayern München      | 19. Juni 2000  | 4                 | 1   | 0           | 0               | 0          |
| Mittelfeld | Sjoeke Nüsken      | FSV Gütersloh 2009     | 22. Jan. 2001  | 5                 | 1   | 0           | 0               | 0          |
| Mittelfeld | Lena Oberdorf      | TSG Sprockhövel        | 19. Dez. 2001  | 4                 | 1   | 2           | 0               | 0          |
| Mittelfeld | Maren Tellenbröker | FF USV Jena            | 15. Okt. 2000  | 4                 | 0   | 1           | 0               | 0          |
| Mittelfeld | Gianna Rackow      | Bayer 04 Leverkusen    | 14. Sep. 2000  | 5                 | 2   | 0           | 0               | 0          |
| Mittelfeld | Sophie Riepl       | SpVgg GW Deggendorf    | 14. Jan. 2000  | 1                 | 0   | 0           | 0               | 0          |
| Angriff    | Verena Wieder      | FC Bayern München      | 26. Juni 2000  | 5                 | 1   | 1           | 0               | 0          |
| Angriff    | Lea Schneider      | TSG Lütter             | 3. Okt. 2000   | 1                 | 1   | 0           | 0               | 0          |
| Angriff    | Nicole Anyomi      | SGS Essen              | 10. Feb. 2000  | 5                 | 2   | 1           | 0               | 0          |
| Angriff    | Melissa Kössler    | 1. FFC Turbine Potsdam | 4. März 2000   | 5                 | 3   | 0           | 0               | 0          |
| Angriff    | Marleen Schimmer   | TSV Schott Mainz       | 23. Okt. 2000  | 3                 | 0   | 0           | 0               | 0          |
| Angriff    | Lena Uebach        | Sportfreunde Siegen    | 31. Juli 2000  | 4                 | 0   | 0           | 0               | 0          |

## Austragungsorte
Die Spiele der Endrunde fanden in vier Stadien in vier Städten statt. Diese liegen geographisch eng beieinander im Westen der Tschechischen Republik, drei Stadien in der Region Plzeňský kraj und ein Stadion in der Region Středočeský kraj.
| Stadt     | Stadion                     | Kapazität     |
| --------- | --------------------------- | ------------- |
| Domažlice | Stadion Střelnice Domažlice | 03.500 Plätze |
| Pilsen    | Doosan Arena                | 13.000 Plätze |
| Přeštice  | Stadion TJ Přeštice         | 03.000 Plätze |
| Příbram   | Stadion Na Litavce          | 09.100 Plätze |

## Vorrunde

### Auslosung
Die Auslosung der Gruppen fand am 7. April 2017 in Pilsen statt. Die acht Mannschaften wurden in zwei Gruppen à vier Teams gelost, dabei gab es keine Einschränkungen, außer dass Gastgeber Tschechien als Kopf der Gruppe A gesetzt war.

### Modus
Die Spielzeit in dieser Altersklasse beträgt zweimal 40 Minuten.
Bei zwei oder mehr Mannschaften derselben Gruppe mit der gleichen Anzahl Punkte nach Abschluss der Gruppenspiele, wurde die Platzierung nach folgenden Kriterien in dieser Reihenfolge ermittelt:
a. höhere Punktzahl aus den Direktbegegnungen der betreffenden Mannschaften;
b. bessere Tordifferenz aus den Direktbegegnungen der betreffenden Mannschaften;
c. größere Anzahl erzielter Tore aus den Direktbegegnungen der betreffenden Mannschaften;
d. wenn nach der Anwendung der Kriterien a) bis c) immer noch mehrere Mannschaften denselben Platz belegen, werden die Kriterien a) bis c) erneut angewendet, jedoch ausschließlich auf die Direktbegegnungen der betreffenden Mannschaften, um deren definitive Platzierung zu bestimmen. Führt dieses Vorgehen keine Entscheidung herbei, werden die Kriterien e) bis h) angewendet;
e. bessere Tordifferenz aus allen Gruppenspielen;
f. größere Anzahl erzielter Tore aus allen Gruppenspielen;
g. geringere Gesamtzahl an Strafpunkten auf der Grundlage der in allen Gruppenspielen erhaltenen gelben und roten Karten (rote Karte = 3 Punkte, gelbe Karte = 1 Punkt, Platzverweis nach zwei gelben Karten in einem Spiel = 3 Punkte);
h. bessere Platzierung in der für die Auslosung der Qualifikationsrunde verwendeten Koeffizientenrangliste;
i. Losentscheid.
Wären zwei Mannschaften im letzten Gruppenspiel aufeinandergetroffen, die dieselbe Anzahl Punkte sowie die gleiche Tordifferenz und gleiche Anzahl Tore gehabt hätten, und wäre das betreffende Spiel unentschieden geendet, wäre die endgültige Platzierung der beiden Mannschaften durch Elfmeterschießen ermittelt worden, vorausgesetzt, dass keine andere Mannschaft derselben Gruppe nach Abschluss aller Gruppenspiele dieselbe Anzahl Punkte aufgewiesen hätte. Hätten mehr als zwei Mannschaften dieselbe Anzahl Punkte gehabt, hätten die oberen Kriterien Anwendung gefunden. Beide Fälle trafen nicht ein.

### Gruppe A
| Pl. | Land        | Sp. | S | U | N | Tore    | Diff. | Punkte |
| --- | ----------- | --- | - | - | - | ------- | ----- | ------ |
| 1.  | Deutschland | 3   | 3 | 0 | 0 | 011:300 | +8    | 09     |
| 2.  | Spanien     | 3   | 1 | 1 | 1 | 007:600 | +1    | 04     |
| 3.  | Frankreich  | 3   | 1 | 1 | 1 | 004:400 | ±0    | 04     |
| 4.  | Tschechien  | 3   | 0 | 0 | 3 | 003:120 | −9    | 0      |

|                                       |   |             |           |
| 2. Mai 2017 um 11:00 Uhr in Pilsen    |   |             |           |
| Tschechien                            | – | Frankreich  | 1:2 (0:1) |
| 2. Mai 2017 um 16:00 Uhr in Přeštice  |   |             |           |
| Spanien                               | – | Deutschland | 1:4 (0:1) |
| 5. Mai 2017 um 11:00 Uhr in Domažlice |   |             |           |
| Tschechien                            | – | Spanien     | 1:5 (0:1) |
| 5. Mai 2017 um 11:00 Uhr in Příbram   |   |             |           |
| Deutschland                           | – | Frankreich  | 2:1 (1:0) |
| 8. Mai 2017 um 14:00 Uhr in Příbram   |   |             |           |
| Deutschland                           | – | Tschechien  | 5:1 (0:1) |
| 8. Mai 2017 um 14:00 Uhr in Přeštice  |   |             |           |
| Frankreich                            | – | Spanien     | 1:1 (1:0) |

### Gruppe B
| Pl. | Land        | Sp. | S | U | N | Tore    | Diff. | Punkte |
| --- | ----------- | --- | - | - | - | ------- | ----- | ------ |
| 1.  | Niederlande | 3   | 2 | 1 | 0 | 005:200 | +3    | 07     |
| 2.  | Norwegen    | 3   | 2 | 0 | 1 | 004:300 | +1    | 06     |
| 3.  | England     | 3   | 1 | 0 | 2 | 006:400 | +2    | 03     |
| 4.  | Irland      | 3   | 0 | 1 | 2 | 000:600 | −6    | 01     |

|                                       |   |             |           |
| 2. Mai 2017 um 11:00 Uhr in Příbram   |   |             |           |
| Irland                                | – | England     | 0:5 (0:4) |
| 2. Mai 2017 um 11:00 Uhr in Domažlice |   |             |           |
| Norwegen                              | – | Niederlande | 1:3 (1:3) |
| 5. Mai 2017 um 11:00 Uhr in Pilsen    |   |             |           |
| Irland                                | – | Norwegen    | 0:1 (0:0) |
| 5. Mai 2017 um 16:00 Uhr in Přeštice  |   |             |           |
| Niederlande                           | – | England     | 2:1 (1:1) |
| 8. Mai 2017 um 14:00 Uhr in Domažlice |   |             |           |
| Niederlande                           | – | Irland      | 0:0       |
| 8. Mai 2017 um 18:00 Uhr in Pilsen 2  |   |             |           |
| England                               | – | Norwegen    | 0:2 (0:2) |

## Finalrunde

### Modus
Endete eine Halbfinalbegegnung oder das Endspiel nach Ablauf der regulären Spielzeit ohne Sieger, wurde dieser durch ein Elfmeterschießen ermittelt. Abweichend zum üblichen Verfahren bei Elfmeterschießen sind die Schützinnen der Mannschaften A und B dann in der Reihenfolge ABBAABBA etc. angetreten – ähnlich dem Verfahren beim Tie-Break im Tennis. Mit diesem Experiment sollte gemäß der Fair-play-Initiative des International Football Association Board (IFAB) überprüft werden, ob der Startvorteil der Mannschaft A damit reduziert werden kann. Das neue Verfahren kam im Halbfinale zwischen Deutschland und Norwegen sowie im Finale zur Anwendung. In beiden Fällen war die deutsche Mannschaft die Mannschaft A und gewann die Elfmeterschießen.

### Halbfinale
|                                        |   |          |                |
| 11. Mai 2017 um 11:00 Uhr in Domažlice |   |          |                |
| Niederlande                            | – | Spanien  | 0:2 (0:2)      |
| 11. Mai 2017 um 18:00 Uhr in Příbram   |   |          |                |
| Deutschland                            | – | Norwegen | 1:1, 3:2 i. E. |

### Finale
Das Finale war von heftigen Regenfällen beeinträchtigt, die den Platz zunehmend schlecht bespielbar machten. Nach einer ausgeglichenen ersten Halbzeit hatte in der zweiten Halbzeit die spanische Mannschaft einige hochkarätige Torchancen. Die deutsche Mannschaft rettete sich mit dem Rückhalt einer starken Torhüterin kämpferisch ins Elfmeterschießen.
| Deutschland                                          | Deutschland | Spanien | Spanien |
| ---------------------------------------------------- | --- | --- | ------- |
| Deutschland                                          | \| Finale \| \| 14. Mai 2017 um 18:30 Uhr in Pilsen (Doosan Arena) \| \| Ergebnis: 0:0, 3:1 i. E. \| \| Schiedsrichterin: Julia-Stefanie Baier ( Österreich) \| \| Spielbericht \|                                                    | \| Finale \| \| 14. Mai 2017 um 18:30 Uhr in Pilsen (Doosan Arena) \| \| Ergebnis: 0:0, 3:1 i. E. \| \| Schiedsrichterin: Julia-Stefanie Baier ( Österreich) \| \| Spielbericht \|                                                                                            | Spanien |
| Deutschland                                          | Stina Johannes – Lea Bahnemann, Andrea Brunner , Maren Tellenbröker, Anna Hausdorff – Verena Wieder, Sjoeke Nüsken, Lena Oberdorf, Lena Uebach (62. Gianna Rackow) – Nicole Anyomi, Melissa Kössler Cheftrainerin: Anouschka Bernhard | Catalina Coll – Anna Torrodà, Laia Aleixandri , Berta Pujadas, Oihane Hernández (80.+2' Carla Bautista) – Rosa Otermín, Teresa Abelleira (46. Nerea Eizagirre), Rosita Márquez (76. Lorena Navarro) – Candela Andújar, Clàudia Pina, Eva María Navarro Cheftrainerin: Toña Is | Spanien |
| Deutschland                                          | Elfmeterschießen | | Spanien |
| Deutschland                                          | 1:0 Oberdorf 1:0 Bahnemann schießt neben das Tor 2:0 Wieder 3:1 Kössler | 1:0 Bautista schießt über das Tor 1:0 Aleixandri schießt an die Latte 2:0 Torrodà scheitert an Johannes 2:1 Pina | Spanien |
| Deutschland                                          | Brunner (36.), Bahnemann (63.), Wieder (75.) | Otermín (29.), Andújar (80.+2') | Spanien |
| Finale                                               | | |         |
| 14. Mai 2017 um 18:30 Uhr in Pilsen (Doosan Arena)   | | |         |
| Ergebnis: 0:0, 3:1 i. E.                             | | |         |
| Schiedsrichterin: Julia-Stefanie Baier ( Österreich) | | |         |
| Spielbericht                                         | | |         |

## Beste Torschützinnen
Nachfolgend aufgelistet sind die besten Torschützinnen der Endrunde. Die Sortierung erfolgt nach Anzahl der geschossenen Tore, bei gleicher Trefferzahl sind die Vorlagen und danach die Spielminuten ausschlaggebend.
| Rang | Spielerin       | Tore | Vorlagen | Spielminuten |
| ---- | --------------- | ---- | -------- | ------------ |
| 1    | Melissa Kössler | 3    | 0        | 372          |
| 2    | Olaug Tvedten   | 2    | 3        | 240          |
| 3    | Claudia Pina    | 2    | 2        | 380          |
| 4    | Nicole Anyomi   | 2    | 1        | 335          |
| 5    | Candela Andújar | 2    | 1        | 345          |
| 6    | Gianna Rackow   | 2    | 0        | 92           |
| 7    | Melvine Malard  | 2    | 0        | 161          |
| 8    | Jessica Ngunga  | 1    | 2        | 240          |
| 9    | Romée Leuchter  | 1    | 2        | 280          |
| 10   | Sjoeke Nüsken   | 1    | 2        | 400          |
|      | …               | …    | …        | …            |
| 14   | Verena Wieder   | 1    | 1        | 313          |
| 19   | Lea Schneider   | 1    | 0        | 14           |
| 28   | Lena Oberdorf   | 1    | 0        | 320          |
| 33   | Sydney Lohmann  | 1    | 0        | 320          |

## Schiedsrichterinnen
Die UEFA nominierte für diese Endrunde sechs Schiedsrichterinnen und acht Schiedsrichterassistenten aus 13 Nationen sowie zwei Schiedsrichterinnen die als vierte Offizielle eingesetzt wurden. Es gab keine festen Teams aus Schiedsrichterin und Assistenten.
| Schiedsrichterin       | Assistentin           | Vierte Offizielle |
| ---------------------- | --------------------- | ----------------- |
| Julia-Stefanie Baier 4 | Mariam Stepanyan      | Hannelore Onsea   |
| Galija Etschewa        | Anastassiya Akimova   | Lucie Šulcová     |
| Ifeoma Kulmala 3       | Ieva Ramanauskiene    |                   |
| Maria Marotta          | Natalia Ceban         |                   |
| Cristina Trandafir     | Vanessa Gomes         |                   |
| Melis Özçiğdem         | Alexandra Apostu      |                   |
|                        | Sabrina Keinersdorfer |                   |
|                        | Petra Bombek          |                   |

## Fernsehübertragung
Der Sportsender Eurosport hat sich die Übertragungsrechte für die U-17-Endrunde der Frauen gesichert. Im Hauptprogramm auf Eurosport 1 sowie im Nebenprogramm auf Eurosport 2 wurden drei Vorrundenspiele sowie ein Halbfinale und das Finale live übertragen. Des Weiteren wurden ausgewählte Spiele, die nicht live gezeigt werden können, in Wiederholungen ausgestrahlt.